# Trofeo Baracchi 1984
Il Trofeo Baracchi 1984, trentatreesima edizione della corsa, si svolse il 29 settembre 1984, da Borgo Valsugana a Trento, su un percorso di 95,2 km.   
La vittoria fu conquistata dalla coppia Francesco Moser e Bernard Hinault, che completarono il percorso in 1h54'34", precedendo Tommy Prim e Alf Segersall, che si aggiudicarono il secondo posto, e Daniel Gisiger e Urs Freuler, che salirono sul terzo gradino del podio.
I corridori che presero il via in questa edizione della corsa erano 18, suddivisi in 9 coppie. 

## Ordine d'arrivo (Top 10)
| Pos. | Corridore                       | Tempo    |
| ---- | ------------------------------- | -------- |
| 1    | Francesco Moser Bernard Hinault | 1h54'34" |
| 2    | Tommy Prim Alf Segersall        | a 1'51"  |
| 3    | Daniel Gisiger Urs Freuler      | a 3'53"  |